# Godthåb Golf
Godthåb Golf är ett sund i Grönland (Kungariket Danmark). Det ligger i den östra delen av Grönland, 1 600 km nordost om huvudstaden Nuuk.